# Waka Waka (This Time for Africa)
A Waka Waka (This Time for Africa) Shakira kolumbiai énekesnő dala, melyen közreműködik a dél-afrikai Freshlyground együttes. A 2010-es labdarúgó-világbajnokság hivatalos dala lett, spanyol nyelvű változatával ("Waka Waka (Esto es África)") együtt. Május 11-i megjelenését követően világszerte népszerűvé vált.
Felkerült a Listen Up! The Official 2010 FIFA World Cup Album lemezre, amely 2010. május 31-én jelent meg. A dalt Freshlyground közreműködésével adta elő a világbajnokság nyitó-és záró koncertjén.

## Háttér
A "Waka Waka" alapja egy tradicionális afrikai katonadal, a Zangalewa, mely egy 1986-os makossa sláger a kameruni Golden Sounds-tól. Az énekesnő az együttes engedélyével kölcsönözte a dal kórusrészét.
A dal hivatalosan is a 2010-es labdarúgó-világbajnokság himnusza lett. Shakira így kommentálta: "Megtiszteltetés, hogy a Waka Waka (This Time for Africa) része lehet a 2010-es világbajnokság örökségének."

## Videóklip
A dalhoz tartozó videó – melynek rendezője Marcus Raboy – 2010. június 6-án jelent meg. Ez az első 3D klip, amelyet világbajnokságon vetítettek. Az énekesnőn kívül, Gerard Piqué, Dani Alves, Idriss Carlos Kameni, Rafael Márquez valamint Lionel Messi is szerepel a videón. 2014. januárjára a videó meghaladta a 600 milliós nézettséget a YouTube nevű videómegosztó oldalon.

## Élő előadás
Shakira és a Freshlyground 2010. június 10-én a világbajnokság nyitó-és záróünnepségén adta elő a dalt Johannesburgban. Az énekesnő fellépőruhája Roberto Cavalli olasz divattervező munkája volt.
Előadta a dalt a 2010-es Glastonbury Fesztiválon, valamint a 2010-es Premios Juventud díjátadón.

## A kislemez dalai
- Promocionális kislemez

1. "Waka Waka (This Time for Africa)"–3:22

- Német, olasz és ausztrál kislemez

1. Waka Waka (This Time for Africa) (angol verzió)–3:23
2. Waka Waka (This Time for Africa) (Club Mix)–3:12

Egyéb változat
- "Waka Waka" (Freemasons Club Mix)–3:12

## Ranglisták és elismerések
| Ranglista (2010)      | Helyezés |
| --------------------- | -------- |
| Ausztrália            | 32       |
| Ausztria              | 1        |
| Belgium               | 1        |
| Csehország            | 9        |
| Dánia                 | 1        |
| Európai Hot 100 lista | 1        |
| Finnország            | 1        |
| Franciaország         | 1        |
| Hollandia             | 6        |
| Írország              | 10       |
| Japán                 | 12       |
| Kanada                | 11       |
| Lengyelország         | 4        |
| Magyarország          | 1        |
| Németország           | 1        |
| Olaszország           | 1        |
| Spanyolország         | 1        |
| Svájc                 | 1        |
| Svédország            | 1        |
| Szlovákia             | 2        |
| Billboard Hot 100     | 38       |

| Ország        | Díjátadó   | Elismerés       |
| ------------- | ---------- | --------------- |
| Ausztria      | IFPI       | aranylemez      |
| Belgium       | IFPI       | aranylemez      |
| Dánia         | IFPI       | aranylemez      |
| Németország   | IFPI       | platinalemez    |
| Spanyolország | PROMUSICAE | 4x platinalemez |
| Svájc         | IFPI       | aranylemez      |

## Megjelenés
| Ország                    | Dátum            | Formátum                        | Kiadó                    |
| ------------------------- | ---------------- | ------------------------------- | ------------------------ |
| Franciaország             | 2010. május 7.   | digitális letöltés              | Sony Music Entertainment |
| Ausztria                  | 2010. május 11.  | digitális letöltés              | Sony Music Entertainment |
| Belgium                   | 2010. május 11.  | digitális letöltés              | Sony Music Entertainment |
| Dánia                     | 2010. május 11.  | digitális letöltés              | Sony Music Entertainment |
| Finnország                | 2010. május 11.  | digitális letöltés              | Sony Music Entertainment |
| Olaszország               | 2010. május 11.  | digitális letöltés              | Sony Music Entertainment |
| Hollandia                 | 2010. május 11.  | digitális letöltés              | Sony Music Entertainment |
| Norvégia                  | 2010. május 11.  | digitális letöltés              | Sony Music Entertainment |
| Portugália                | 2010. május 11.  | digitális letöltés              | Sony Music Entertainment |
| Spanyolország             | 2010. május 11.  | digitális letöltés              | Sony Music Entertainment |
| Svédország                | 2010. május 11.  | digitális letöltés              | Sony Music Entertainment |
| Svájc                     | 2010. május 11.  | digitális letöltés              | Sony Music Entertainment |
| Amerikai Egyesült Államok | 2010. május 11.  | digitális letöltés              | Sony Music Entertainment |
| Egyesült Királyság        | 2010. május 31.  | digitális letöltés              | Sony Music Entertainment |
| Egyesült Királyság        | 2010. június 17. | rádiós játszás (pop mix verzió) | Sony Music Entertainment |
| Franciaország             | 2010.július 19.  | kislemez                        | Sony Music Entertainment |

## Fordítás
- Ez a szócikk részben vagy egészben  a   Waka Waka (This Time for Africa) című angol Wikipédia-szócikk fordításán alapul.  Az eredeti cikk szerkesztőit annak laptörténete sorolja fel. Ez a jelzés csupán a megfogalmazás eredetét és a szerzői jogokat jelzi, nem szolgál a cikkben szereplő információk forrásmegjelöléseként.